# 当世王
当世王（まさよおう、生年不詳 - 斉衡2年8月13日（855年9月27日））は、平安時代前期の皇族。大宰帥・仲野親王の四男。位階は従四位下。
仁寿3年（853年）無位から従四位下に直叙される。斉衡2年（855年）8月13日卒去。最終官位は散位従四位下。生まれつき身体が弱く、風雨を非常に忌み嫌い、鷹狩りに用いる犬を好んだにもかかわらず、敢えて戸外に出て野山に遊ぶことがなかったという。。